# Vélos urbains de Helsinki et Espoo
Les vélos urbains de Helsinki et Espoo (finnois : Kaupunkipyörät, suédois : Stadscyklar) est un service public de vélos en libre-service, à Helsinki et Espoo, intégré dans le système de transports de la région d’Helsinki.

## Présentation
Fondé en mai 2016, il est géré dans le cadre d'un partenariat public-privé entre les  transports de la région d’Helsinki (HSL), l'établissement des transports de la ville d'Helsinki (HKL), les services techniques et environnementaux d'Espoo, Moventia et Smoove.
Le service de vélopartage d'Helsinki ouvre en mai 2016 avec 50 stations de vélos et 500 bicyclettes en centre ville d'Helsinki.
En 2017, le système s'étend avec 150 stations et 1500 bicyclettes, avec Munkkiniemi, Pasila et Kumpula en plus du centre ville d'Helsinki.
En 2018, le système est étendu à Espoo, avec 70 stations en mai et 35 stations supplémentaires ajoutées durant l'été. 
Le système gère alors 2550 bicyclettes en tout.
En juillet 2019, le système propose 3 430 bicyclettes, réparties sur 343 stations.

## Intégration dans le système de transport en commun
L'inclusion des vélos partagés dans le système de transport urbains est unique selon les standards mondiaux,,.
La localisations des stations et les informations sur la disponibilité des vélos est disponible à travers une interface de programmation de données ouvertes ,,.

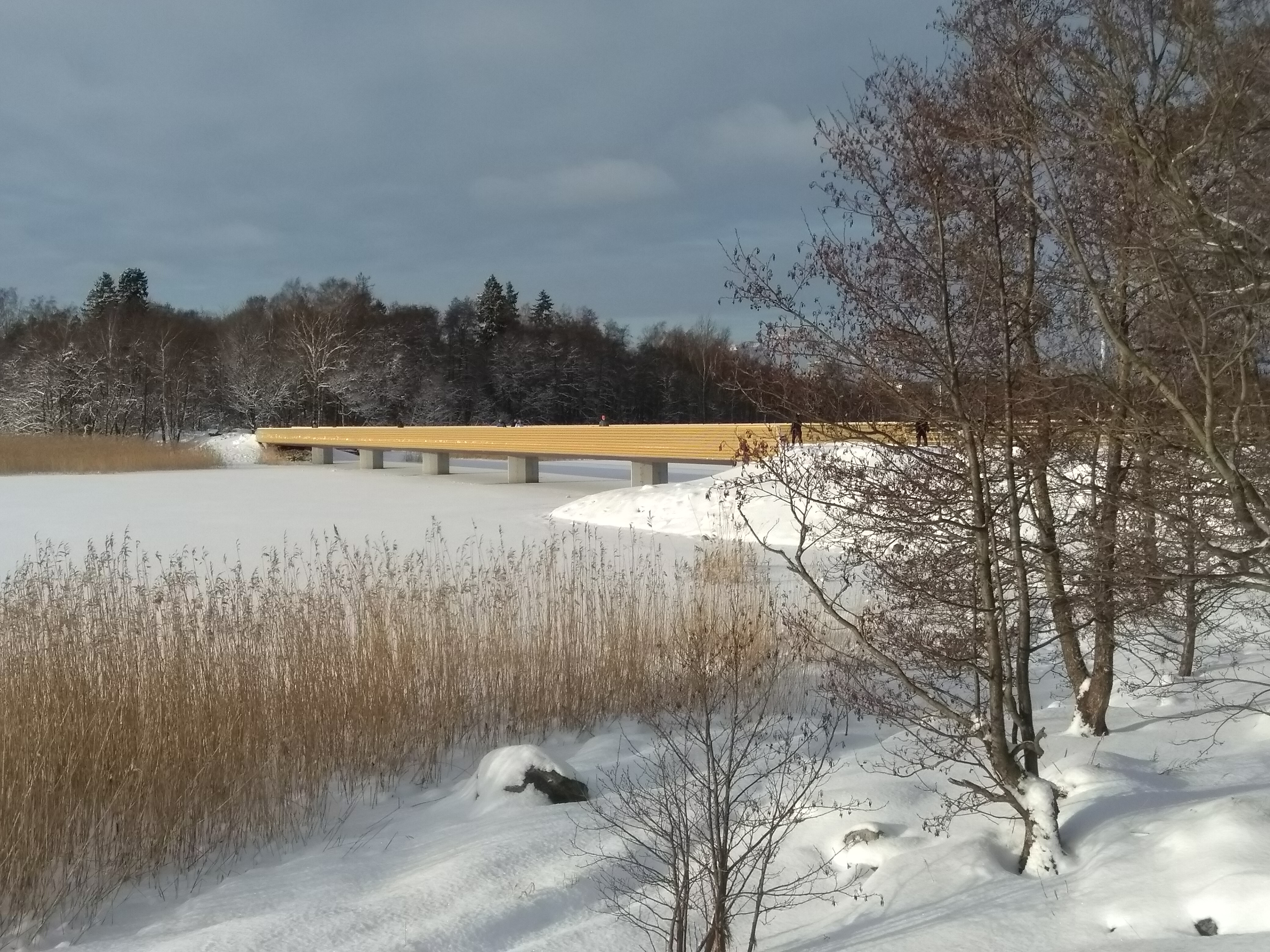
Le nouveau pont de l'ouest de Tarvo, pont sur la principale piste cyclable reliant Leppävaara au centre-ville d'Helsinki.